# Lindita (cantora)
Lindita Halimi (nascida a 24 de março de 1989), também conhecida como Lindita, é uma cantora e compositora albanesa. Ela ficou conhecida depois de vencer a sexta edição do Top Fest , com "Ëndërroja" (Eu sonhei).
Em 2016, ela participou na última temporada do American Idol. Foi eliminada depois de terminar no Top 51, depois do vice-campeão La'Porsha Renae vencê-la na final feminina no Top 24. Halimi representou a Albânia no Festival Eurovisão da Canção de 2017, com a canção "Botë", depois de ganhar o Festivali i Këngës 55.

## Discografia

### Singles
- "Ëndërroja"
- "Të dua vërtet"
- "All Mine" (feat. Nora Istrefi e Big D)
- "Ndihmë"
- "S'të fal"
- "Cold World"
- "Botë"

## Prémios e indicações
| Ano  | Evento                      | Categoria              | Trabalho                      | Resultado |
| ---- | --------------------------- | ---------------------- | ----------------------------- | --------- |
| 2006 | Top Fest 2006               | Principal Competição   | "Enderroja"                   | Venceu    |
| 2009 | Kënga Magjike 2009          | Melhor Canção De Rock  | "Të dua vërtet"               | Venceu    |
| 2010 | Nota Fest 2010              | Melhor Desempenho      | "Supa Dupa Fly" (feat. Big D) | Venceu    |
| 2010 | Nota Fest 2010              | Principal Competição   | "Supa Dupa Fly" (feat. Big D) | Segunda   |
| 2011 | Zhurma Show De Prêmios 2011 | Melhor Música De Dança | "Kohën do ta ndal"            | Indicada  |
| 2014 | Festivali i Këngës 53       | Principal Competição   | "S'të fal"                    | Terceira  |
| 2016 | Festivali i Këngës 55       | Principal Competição   | "Botë"                        | Venceu    |